# Vojni poligon Gašinci
Vojni poligon "Gašinci" jest obučno-vježbovno postrojenje Hrvatske kopnene vojske, smješteno uz istoimeno selo 10 kilometara od Đakova. Nalazi se pod upravom Pješačke pukovnije Zapovjedništva za obuku i doktrinu HKoV-a.

## Povijest
Odlukom Jugloslavenske narodne armije iz 1962. godine, vojni je poligon iduće godine osnovan kao Vojni poligon "Sutjeska" i to raseljavanjem stanovništva sela Malo i Veliko Nabrđe. Potonje je selo uglavnom bilo naseljeno srpskim stanovništvom, koje je tokom Drugog svjetskog rata znatno stradalo, a dio stanovnika završio je i u sabirnim logorima Jasenovac i Stara Gradiška.
Hrvatska je vojska poligon rabila većim dijelom Domovinskog rata, točnije od 19. rujna 1991., kad je oslobođen od JNA. Do 1995. bio je jedini poligon na kojemu je HV mogao raditi veća uvježbavanja gađanja.
U razdoblju od 1992. do 1999. u sklopu poligona djelovao je Izbjeglički centar Gašinci, namijenjen prvenstveno žrtvama rata u Bosni i Hercegovini, uglavnom Bošnjacima. Procjenjuje se da je kroz centar prošlo preko 30 000 izbjeglica.

## Geografija i sadržaji poligona
Vojni poligon "Gašinci" podijeljen je na dvije cjeline. U istočnoj su cjelini smješteni taborski prostori, Zapovjedništvo, vježbališta, te športski tereni, a u zapadnoj cjelini nalaze se objekti za obuku. Poligon zauzima površinu od 3 263,60 hektara, od čega je oko 2.100 hektara prostor vježbališta i strelišta. Dimenzije poligona su 7,5x5 kilometara. Najviša visinska kota na poligonu je Ikona (265 mnm), a najniža je visine 102 mnm.
Na poligonu ima deset različitih strelišta (automatsko-pješačko i tenkovsko, strelište za gađanje ručnom bombom, strelište za instinktivna i situacijska gađanja...) i deset vježbališta (za pješaštvo, protuoklopništvo, PZO, topništvo...).
"Gašinci" su u velikom dijelu svojevrsni prirodni rezervat. Unutar poligona nalazi se ograđeni lovački gater veličine oko 400 hektara u kojem prebiva raznovrsna divljač. Na poligonu postoji pročišćivač otpadnih voda u kojemu se sve otpadne vode pročišćavaju i vraćaju u prirodu u čistom stanju.

## Namjena
Gašinci su, zbog manje veličine u odnosu na vojni poligon kod Slunja, najbolji za obuku pojedinaca i manjih skupina. Poligon je potpuno sposoban za pružanje logističke potpore svim postrojbama i korisnicima tijekom mnoštva vježbovnih i obučnih događaja kao i za razne druge aktivnosti, što uključuje smještaj, prehranu, uporabu nastavnih i obučnih kapaciteta, skladišta, sanitetsko osiguranje i opskrbu pogonskim gorivima.
Poligon je prvenstveno namijenjen za:
- izvođenje obuke na traci zaključno sa satnijom
- izvođenje taktičkih vježbi zaključno s bojnom
- izvođenje taktičkih vježbi s bojnim gađanjem desetina-vod-satnija
- provedbu pripremnih i bojnih gađanja iz pješačkog i protuoklopnog oružja, gađanja ručnom bombom, topničkim i tenkovskim oružjem
- provedbu pojedinačne i zajedničke obuke postrojbi
- provedbu obuke postrojbi za MVO